# Nazionale maschile di pallavolo di Grenada
La nazionale di pallavolo maschile di Grenada è una squadra nordamericana composta dai migliori giocatori di pallavolo di Grenada ed è posta sotto l'egida della Federazione pallavolistica di Grenada.

## Risultati
La nazionale di pallavolo maschile di Grenada non ha mai partecipato ad alcuna competizione.